# آنتونی مونترو
آنتونی مونترو (به انگلیسی: Anthony Montero،  زادهٔ ۲۴ مهٔ ۱۹۹۷) یک کشتی‌گیر آزادکار اهل کشور ونزوئلا است. وی سابقه حضور در المپیک ۲۰۲۴ پاریس را دارد.